# Slepýš křehký
Slepýš křehký (Anguis fragilis) je představitel beznohých ještěrů. V Česku je spolu se slepýšem východním (A. colchica) jedním ze dvou zástupců slepýšů. V Česku je silně ohrožen a jeho stavy poslední dobou klesají.

## Taxonomie
Tradičně byli evropští slepýši členěni pouze do dvou druhů – slepýš peloponéský (Anguis cephallonica) a slepýš křehký (Anguis fragilis). Moderní molekulárněfylogenetické výzkumy však ukazují, že druhý jmenovaný je souborem nejméně čtyř samostatných druhů. Apeninský poloostrov obývá slepýš italský (Anguis veronensis), jih Balkánského poloostrova slepýš řecký (Anguis graeca), většinu východní a jihovýchodní Evropy slepýš východní (Anguis colchica) a vlastní slepýš křehký (Angius fragilis s. s.) je tak omezen pouze na západní část Evropy.

## Areál rozšíření
Slepýš křehký v užším pojetí je rozšířen po většině území západní a střední Evropy – od Pyrenejského poloostrova až po Polsko a západní polovinu Balkánu, kde se setkává s dalšími druhy slepýšů (především se slepýšem východním), s nimiž se plodně kříží. Konkrétně je slepýš křehký doložen z Portugalska, Španělska, Francie, Belgie, Nizozemska, Lucemburska, Velké Británie, Švýcarska, Německa, Lichtenštejnska, Rakouska, Itálie, Slovinska, Chorvatska, Bosny a Hercegoviny, Srbska, Černé Hory, Kosova, Albánie, Severní Makedonie, Řecka, Bulharska, Turecka, Maďarska, České republiky, Polska, Ruska, Litvy, Lotyšska, Dánska, Norska a Švédska. V Irsku, na jihu Španělska a některých středomořských ostrovech se druh nevyskytuje, chybí též v severní Skandinávii a Laponsku.
Slepýš křehký žije téměř na celém území ČR, od nížin až po víc než 1000 m n. m., nejpočetnější populace však vytváří zhruba od 400 do 700 m n. m. Na východ od řeky Moravy ho nahrazuje slepýš východní (A. colchica)

## Vzhled

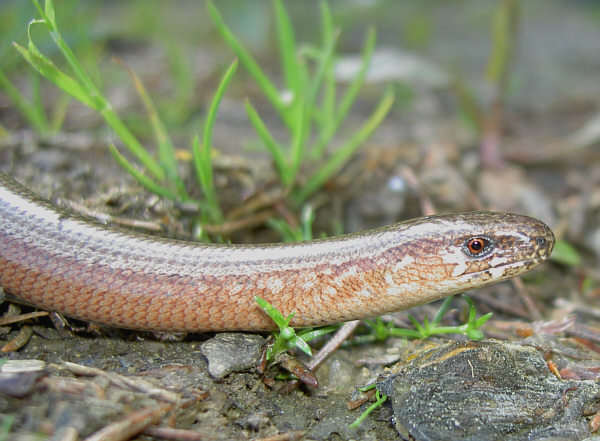
hlava slepýše

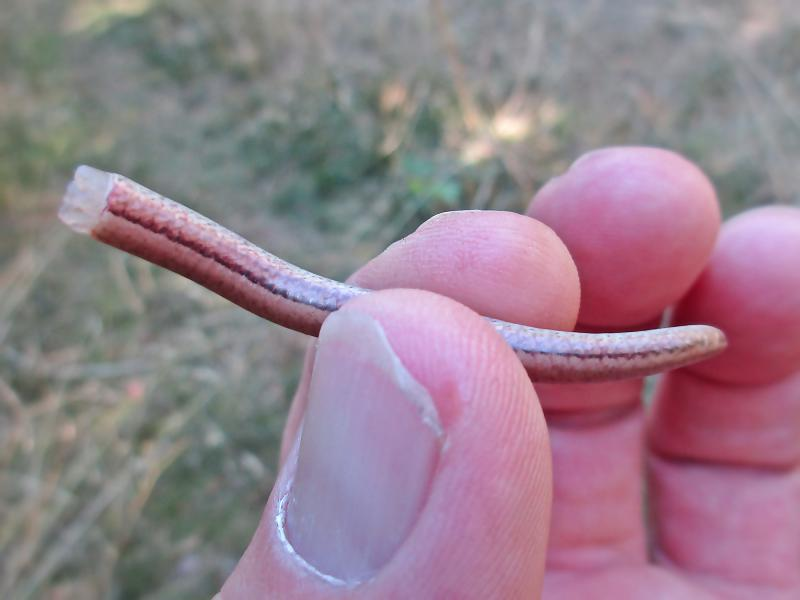
Odpadlý ocas slepýše

Dorůstá obvykle délky 30 cm, maximálně do 45 cm. Má malou, poměrně vysokou hlavu, která je tupě zakončená. Od protáhlého trupu je téměř neoddělená. Po celé délce hřbetu se táhnou dva pruhy větších šupin. Zbarven je nenápadně hnědě, s jedním, dvěma, nebo i třemi tmavými pruhy a modročerným břichem u samic, samci mívají břicho spíše břidlicově šedé, často se žlutavou kresbou. Slepýš však může být svým zbarvením i kresbou značně variabilní, někteří jedinci mají nádech spíše do žluta, jiní naopak přecházejí až do červenavého odstínu mědi. Někteří samci mají blankytně modré skvrny na bocích.

## Stanoviště
V Česku se běžně vyskytují v lesích na pasekách, v křovinatých stráních i na loukách od nížin až do horských poloh. Slepýši žijí skrytě, přes den se ukrývají pod kameny, v pařezech, pod listím a teprve za soumraku vylézají ven. Objevují se zejména po dešti, kdy na zemi pátrají po dešťovkách a slimácích. Také březí samičky lze zastihnout při slunění.

## Etologie
Slepýš přes zimu hibernuje a vylézá na jaře, koncem března až počátkem května (záleží na podnebí a počasí).

## Způsob života a potrava

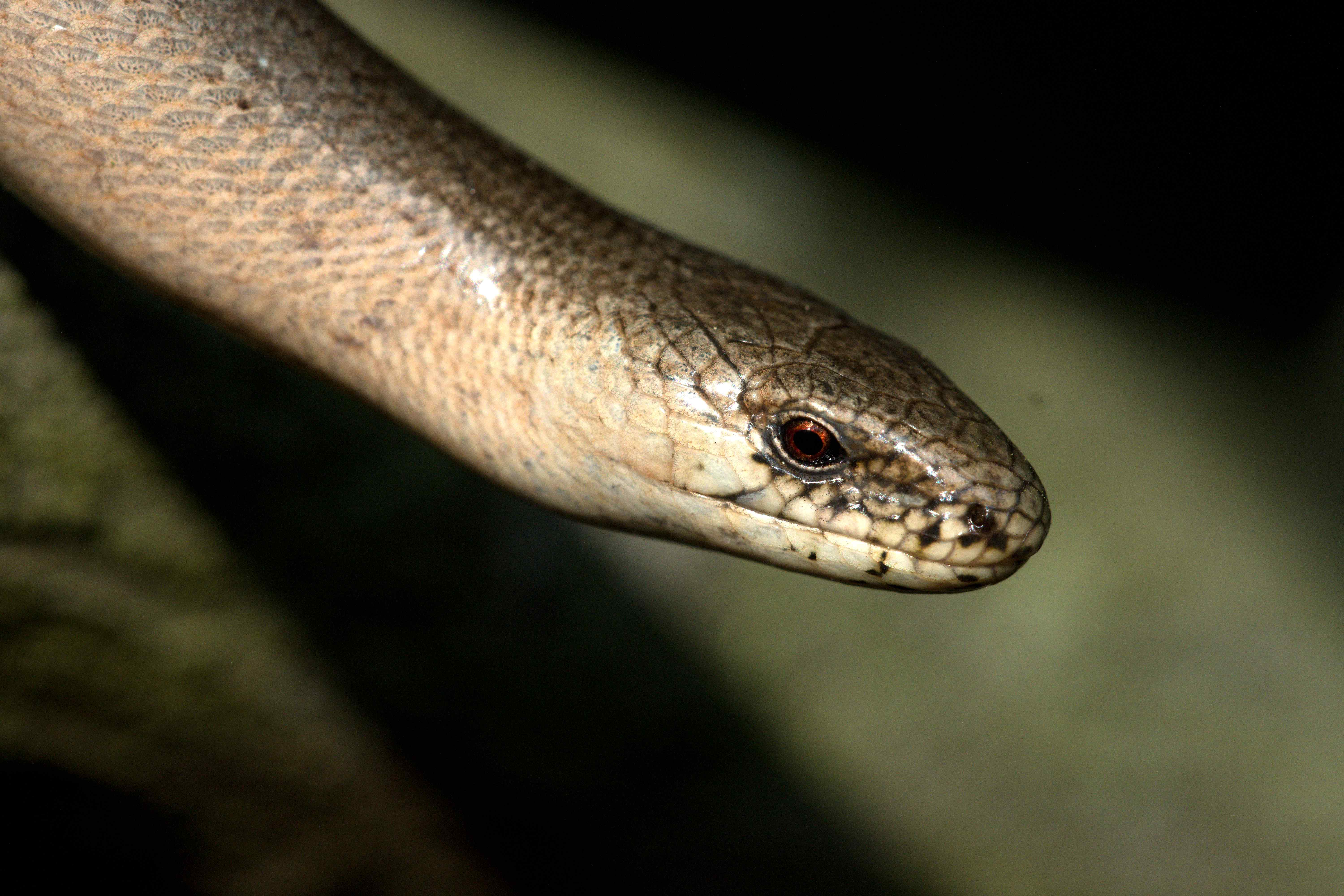
Slepýš křehký - portrét jedince z Žežic, Ústecký kraj

Slepýš křehký je věrný svému stanovišti, proto ho můžeme na témže místě potkávat i několik let. Převážně však žije skrytě a to i díky svému pomalému pohybu. Vyhledává vlhčí místa. Na zimu se ukrývá často do kompostů na zahrádkách, přebývá ve vyhnilých pařezech nebo zimuje v norách hlodavců, skalních škvírách, kamenitých sutích nebo dokonce na odpadních skládkách. Zimu přečká ve společnosti svých druhů, případně jiných zástupců plazů nebo obojživelníků. Přes zimu hibernuje, tj. ukládá se k zimnímu spánku.
Slepýši loví v noci. Aktivní jsou především časně zrána a za soumraku nebo po teplých deštích, kdy hledají potravu. Narazit na něj můžeme ale i přes den, a to od jara do podzimu. Většinou se ale přes den ukrývá, především v mechu a pod kameny. Potravou slepýšů jsou z větší části žížaly a slimáci, včetně škodlivého plzáka španělského, případně i různí členovci, larvy a červi přiměřené velikosti.
V případě nebezpečí slepýš může odlomit část ocasu, který sebou ještě nějakou chvíli mrská. Slepýší ocas po čase částečně regeneruje.
Pohybuje se plazením jako hadi, ale není tak mrštný.

### Rozmnožování
Páření probíhá krátce po probuzení ze zimního spánku, ke kladení vajec (rození mláďat) dochází na přelomu července a srpna, výjimečně k němu může u některých populací dojít až počátkem září. Samci mají tzv. hemipenis a při kopulaci si samičku přidržují kousáním do šíje. Samice mohou mít až 15 mláďat, výjimečně i více. Slepýš křehký je vejcoživorodý, vaječný vývoj probíhá v těle samice a mláďata se klubou při průchodu vejce kloakou.

## Význam
Slepýš je zcela neškodný ještěr, který však bývá neznalými zaměňován s hadem a preventivně likvidován. Je to nejen nesmyslné, ale také nezákonné, neboť je v Česku chráněn jako silně ohrožený druh. Je chráněn ve všech svých vývojových stádiích. Chráněna jsou jím užívaná přirozená i umělá sídla a jeho biotop.